# Placiphorella japonica
Placiphorella japonica is een keverslak uit de familie der Mopaliidae.
Placiphorella japonica wordt 40 millimeter lang en behoort tot de Chinese fauna.